# Evans Yamoah
Cadman Evans Dufu Yamoah (* 6. Juni 2000 in Accra) ist ein ghanaischer Leichtathlet, der sich auf den Hochsprung spezialisiert hat. Aktuell ist er Inhaber des Landesrekordes und siegte 2024 bei den Afrikaspielen in Accra.

## Sportliche Laufbahn
Erste internationale Erfahrungen sammelte Evans Yamoah, der seit 2022 an der University of Central Missouri in den Vereinigten Staaten studiert, bei den Afrikaspielen 2024 in Accra, bei denen er mit übersprungenen 2,23 m auf Anhieb die Goldmedaille gewann und damit einen neuen Landesrekord aufstellte. Im Juni belegte er bei den Afrikameisterschaften in Douala mit 2,05 m den siebten Platz.